# JASP
JASP es el acrónimo de la expresión «Joven Aunque Sobradamente Preparado». Su popularidad llevó a la creación del neologismo «generación JASP» para referirse a la generación más y mejor formada de la historia de España.

## Historia
JASP viene derivado de WASP y se popularizó a partir de la campaña publicitaria en televisión de 1995 sobre el modelo de automóvil Renault Clio JASP.

## Generación JASP
La generación JASP está formada por jóvenes con uno o más títulos universitarios que saben más de un idioma. Designa a una generación o generaciones (entre las llamadas Generación Jones,Generación X,Xennials,Generación Y,Zillenial y la Generación Z) cuyos miembros experimentan una difícil incorporación al mercado de trabajo tras su etapa educativa; y que cuando lo consiguen ocupan puestos con salarios bajos (los llamados "mileuristas") o por debajo de su teórica cualificación (sobrecualificación).

## Expresiones de JASP en el mundo
El término JASP en referencia a una persona joven con capacidades múltiples, utilizado en el ámbito de los RR.HH. para referirse a un tipo de candidatura, se corresponde con expresiones diferentes en otros idiomas, que generalmente reutilizan modismos existentes referidos a animales imposibles:
| Idioma     | Expresión                                       | Traducción                                           |
| ---------- | ----------------------------------------------- | ---------------------------------------------------- |
| Alemán     | eierlegende Wollmilchsau                        | cerda que da leche, lana y huevos                    |
| Polaco     | biały kruk                                      | graja blanca                                         |
| Inglés     | all-rounder                                     | persona polifacética                                 |
| Francés    | mouton à cinq pattes                            | oveja de cinco patas                                 |
| Neerlandés | en als onze kat een koe was konden we ze melken | y si nuestra gata fuera una vaca podríamos ordeñarla |
| Italiano   | volere la botte piena e la moglie ubriaca       | querer la cuba llena y la mujer borracha             |
| Polaco     | obiecywać gruszki na wierzbie                   | prometer peras de sauce                              |